# Трећа армија (Србија)
Трећа армија је била армија Војске Краљевине Србије у Балканским ратовима и Првом светском рату.

## Ангажовање

### Балкански ратови
Трећа армија под командом ђенерала Божидара Јанковића је учествовала у Кумановској бици 1912. године, заједно са Првом и Другом српском армијом. Бројала је око 76.000 припадника, распоређених у Топлици и Медвеђи. Држала је најзападнији део фронта и ослободила је Косово, а потом ударила у леви бок османске војске.

### Први светски рат
На почетку Првог светског рата, за команданта Треће српске армије је именован ђенерал Павле Јуришић Штурм.
Борила се у Церској, Дринској и Колубарској бици 1914. године. Била је принуђена да напусти положаје под нападима надмоћнијих здружених немачко-бугарских снага 1915. године и на Косовској бици. Реорганизована је на Солунском фронту 1916. године, а за њеног новог команданта је постављен ђенерал Милош Васић.
Армија је расформирана 28. марта 1917. године.

## Команданти
| Фотографија | Име и презиме               | Почетак           | Крај              |
| ----------- | --------------------------- | ----------------- | ----------------- |
|             | ђенерал Божидар Јанковић    | 1912.             | 1914.             |
|             | ђенерал Павле Јуришић Штурм | 1914.             | 14. августа 1916. |
|             | ђенерал Милош Васић         | 14. августа 1916. | 28. март 1917.    |

## Састав

### Балкански ратови
| Дивизије и команданти                                 | Пукови, батерије, ескадрони |
| ----------------------------------------------------- | --- |
| Шумадијска дивизија I позива                          | X пешадијски пук I позива XI пешадијски пук I позива XII пешадијски пук „Цар Лазар” I позива — пуковник Миливоје Стојановић XIX пешадијски пук I позива Шумадијски пољски артиљеријски пук (9 батерија) Коњичка дивизија Моравске дивизије |
| Моравска дивизија II позива пуковник Милован С. Недић | I пешадијски пук „Милош Велики” II позива II пешадијски (Гвоздени) пук „Књаз Михаило” II позива III пешадијски пук II позива Моравски пољски артиљеријски пук (3 батерије) Коњичка дивизија Моравске дивизије                              |
| Дринска дивизија II позива                            | V пешадијски пук „Краљ Милан” II позива VI пешадијски пук „Престолонаследник Александар” II позива Дрински пољски артиљеријски пук (три батерије) Коњичка дивизија Дринске дивизије                                                        |
| Моравска бригада I позива                             | I прекобројни пешадијски пук I позива II прекобројни пешадијски пук I позива IX батерија Коњичка дивизија |
| Армијска коњица                                       | Два коњичка ескадрона |
| Армијска артиљерија                                   | Друга брдска артиљеријска дивизија Трећа брдска артиљеријска дивизија Трећа хаубичка батерија Четврта хаубичка батерија Четврта тешка батерија 120 mm                                                                                      |
| Четнички одреди мајор Алимпије Марјановић             | - Медвеђа - Куршумлија - Луково - Колашин |

### Први светски рат
| Дивизије и команданти                                     | Пукови, батерије, ескадрони |
| --------------------------------------------------------- | --- |
| Дринска дивизија I позива пуковник Никола Стевановић      | 16 батаљона 3 ескадрона 9 пољских брза батерија |
| Дринска дивизија II позива пуковник Драгутин Димитријевић | Шабачки одред (8 батаљона, 1 ескадрон, 1 пољска брза батерија, 1 пољска батерија - VI пешадијски пук "Престолонаследник Александар" II позива - VII пешадијски пук III позива Лознички одред (8 батаљона, 1 ескадрон, 1 пољска брза батерија, 2 пољске батерија - V пешадијски пук II позива - VI пешадијски пук "Престолонаследник Александар" III позива Обреновачки одред (6 батаљона, 1 ескадрон, 1 пољска брза батерија, 1 пољска батерија - VII пешадијски пук "Краљ Петар" II позива Љубовијски одред - III прекобројни пешадијски пук - IV пешадијски пук "Стеван Немања" III позива - V пешадијски пук "Краљ Милан" III позива Допунски батаљон I и II позива - Први део резервне муницијске колоне - Други део главног интендантског воза Резервни инжењеријски батаљон |
| Армијска артиљерија                                       | Трећа пољска брза хаубичка батерија Трећа брдска брза батерија Четири цеви дуг. топова М97 с/м 12 |
| Јадарски четнички одред мајор Војин Поповић               | 500 четника |
| Руднички четнички одред мајор Војислав Танкосић           | 500 четника |